# Гринберг, Клемент
Клеме́нт Гри́нберг (англ. Clement Greenberg; 16 января 1909 — 7 мая 1994) — американский арт-критик, оказавший большое влияние на развитие современного искусства. Ключевой теоретик абстрактного экспрессионизма, автор идеи «плоскостности картины».

## Биография
Клемент Гринберг родился в Бронксе старшим из трёх сыновей в семье еврейских иммигрантов из Российской Империи. В 1930 году с отличием окончил Сиракузский университет, получив степень бакалавра искусств. В течение следующих нескольких лет Гринберг путешествовал по США, работая на производстве галантерейных товаров своего отца, но эта работа не соответствовала его склонностям, поэтому он перешел к работе переводчиком. С 1936 года Гринберг начинает работать в правительстве, меняя несколько должностей в Администрации государственной службы, Администрации ветеранов и, наконец, Отделе таможенной службы. Именно в этот период он начинает писать и публиковаться в небольших журналах.
В 1940 году Гринберг присоединяется к Partisan Review в качестве редактора. В 1942 году начинает работать арт-критиком для The Nation. В декабре 1950 года он присоединяется к финансируемому правительством Американскому комитету по культурной свободе.

## Авангард и китч
Известность как арт-критику Гринбергу принесла его статья «Авангард и китч», впервые опубликованная в троцкистском журнале «Partisan Review» осенью 1939 года.
В статье Гринберг противопоставляет две главные, по его мнению, тенденции в искусстве — авангард, как продолжение академического искусства в новых условиях и китч, как порождение буржуазной пропаганды. Авангард и искусство модернизма, как писал Гринберг, были способом сопротивления уничтожению культуры буржуазной пропагандой.
В этом эссе, написанном под влиянием марксизма, Гринберг утверждал, что настоящее искусство авангарда является продуктом революции критического мышления Просвещения и как таковое противостоит деградации культуры как в капиталистическом, так и в коммунистическом обществе, признавая при этом парадокс, что в то же время художник, зависимый от рынка или государства, неумолимо привязан к «золотой пуповине».
Китч, с другой стороны, является продуктом индустриализации и урбанизации рабочего класса, предназначенным для потребления рабочим классом: народом, жаждущим культуры, но не обладающем ресурсами и образованием для наслаждения передовой авангардной культурой. Гринберг пишет, что китч, используя в качестве сырья искаженный и академизированный симулякр подлинной культуры, приветствует и развивает эту бесчувственность. Это источник его прибыли. Китч — это поддельные опыт и ощущения, воплощение всего того, что ложно в современной жизни. Китч меняется в зависимости от стиля, но всегда остается неизменным по своей сути.

## Абстрактный экспрессионизм
После Второй мировой войны Гринберг выдвигает позицию, что лучшие художники-авангардисты появлялись не в Европе, а в Америке, В частности, он утверждал, что Джексон Поллок является величайшим живописцем своего поколения. В своем эссе 1955 года «Картина американского типа» Гринберг представил работы абстрактных экспрессионистов, таких как Джексон Поллок, Виллем де Кунинг, Ханс Хофман, Барнетт Ньюман и Клайффорд Стилл, в качестве нового этапа в модернистском искусстве, утверждая, что эти художники двигались в направлении увеличения акцента на «плоскостности» изображения.
Гринберг помог сформулировать концепцию медиальной специфичности (англ. medium specificity). Он утверждал, что существуют определенные качества присущие тому или иному художественному медиуму и одной из характерных черт модернистского искусства является то, что произведения все больше и больше становятся посвящены выявлению этих качеств определенных медиумов. В случае с живописью, двухмерная реальность приводит к усилению акцента на плоскостность, в отличие от иллюзии глубины, обычно встречающейся в живописи со времен Ренессанса и изобретения живописной перспективы.
По мнению Гринберга, после Второй мировой войны Соединенные Штаты стали хранителем «передового искусства». Он высоко оценил подобные движения за рубежом и после успеха выставки канадской группы художников Painters Eleven в 1956 году с участием американских абстрактных художников в нью-йоркской галерее Риверсайд он отправился в Торонто, чтобы увидеть работы группы. Он был особенно впечатлен потенциалом Уильяма Рональда и Джека Буша, с последним он завязал близкие дружеские отношения. Гринберг рассматривал поздние работы Буша как явное проявление перехода от абстрактного экспрессионизма к живописи Цветового поля и лирической абстракции — изменения, к которым он призывал в большинстве своих критических работ того периода.
В течение 1960-х Гринберг оставался влиятельной фигурой в молодом поколении критиков, включая Майкла Фрида и Розалинд Э. Краусс. Противостояние Гринберга «постмодернистским» теориям и социально вовлеченным движениям в искусстве сделало его целью критиков, которые назвали его и искусство, которым он восхищался, «старомодными».

## Постживописная абстракция
Однако Гринберг был обеспокоен тем, что некоторые работы абстрактного экспрессионизма были сведены к набору художественных приемов, и все чаще обращал внимание на новых художников, которые в своих работах отказались от таких элементов, как изображение предмета, связь с художником и видимые мазки. Гринберг предположил, что этот процесс достиг уровня «чистоты» (слово, которое он использовал только в кавычках), который раскрыл бы правдивость полотна и двухмерные аспекты пространства (плоскостность). Гринберг придумал термин «постживописная абстракция», чтобы отличить его от абстрактного экспрессионизма или живописной абстракции, как его предпочитал называть Гринберг. Постживописная абстракция — это термин, данный множеству абстрактного искусства, которое являлось реакцией на абстрактных экспрессионистов второго поколения.
Среди доминирующих тенденций в постживописной абстракции — живопись жёстких контуров, представителями которой являются такие художники, как Эльсуорт Келли и Фрэнк Стелла, которые исследовали отношения между строгими формами и контурами, и живопись цветового поля, художники которой, такие как Элен Франкенталер и Моррис Луис, исследовали тактильные и оптические аспекты больших, ярких полей чистого, открытого цвета. Граница между этими движениями невелика, однако художники, такие как Кеннет Ноланд, использовали аспекты обоих движений в своем искусстве. Пост-живописная абстракция обычно рассматривается как продолжение модернистской диалектики самокритики.

## Коллекция Гринберга
В 2000 году Портлендский художественный музей приобрел коллекцию Климента Гринберга из 159 картин, гравюр, рисунков и скульптур 59 выдающихся художников конца XX и начала XXI века. В основном, музей выставляет работы в Центре современного искусства Юбица — некоторые скульптуры находятся на открытом воздухе. Большинство представленных художников — американцы, а также несколько канадцев и группа художников других национальностей. Художники, представленные в коллекции, включают в себя: Эдварда Аведизиана, Уолтера Дарби Баннарда, Стэнли Боксера, Джека Буша, Энтони Каро, Дана Кристенсена, Рональда Дэвиса, Ричарда Дибенкорна, Энрико Донати и других.

### Работы Гринберга
- Гринберг К. «Авангард и китч» / пер. А. Калинина // Художественный журнал. 2005. № 60. С. 49-58.
- Greenberg C. Art and Culture. Beacon Press, 1961.
- Greenberg C. Late Writings / ed. by R. C. Morgan. St. Paul: University of Minnesota Press, 2003.
- Clement Greenberg: A Critic’s Collection / ed. by B. Guenther, K. Wilkin. Portland: Portland Art Museum, 2001. ISBN 0-691-09049-1
- Greenberg C. Homemade Esthetics: Observations on Art and Taste. Oxford University Press, 1999.

### О Гринберге
- Jones, Caroline A. Eyesight Alone: Clement Greenberg’s Modernism and the Bureaucratization of the Senses. University of Chicago Press, 2005.
- Kuspit, Donald. Clement Greenberg: Art Critic. University of Wisconsin, 1979.
- Marquis, Alice Goldfarb. Art Czar: The Rise and Fall of Clement Greenberg. Boston: MFA Publications, 2006.
- Rubenfeld, Florence. Clement Greenberg: A Life. Scribner, 1997.
- Tekiner, Deniz. «Formalist Art Criticism and the Politics of Meaning.» Social Justice, Issue on Art, Power, and Social Change, 33:2 (2006).
- Рыков А. В.. Клемент Гринберг и американская теория современного искусства 1960-х годов // Искусствознание 1-2/07. М., 2007. С. 538—563.
- Рыков А. В.. Клемент Гринберг // Рыков А. В. Формализм. Социология искусства. СПб.: Издательство Санкт-Петербургского университета, 2016.
- Чунихин К. А. «Модерн и постмодерн» Клемента Гринберга, или Апология модернизма в эпоху постмодернизма // Актуальные проблемы теории и истории искусства: сб. науч. статей. Вып. 3. / Под ред. С. В. Мальцевой, Е. Ю. Станюкович-Денисовой. — СПб.: НП-Принт, 2013. С. 515—520. ISSN 23122129